# Lolland-Falsters Folketidende
Lolland-Falsters Folketidende, grundlagt 1873, er et dansk dagblad, der redaktionelt dækker Guldborgsund og Lolland kommuner. Hovedsædet er i Nykøbing Falster, mens de to andre redaktioner findes i henholdsvis Maribo og Nakskov.
Avisen er en af meget få tilbageværende selvstændige lokale dagblade i Danmark.

## Historie
Avisen blev grundlagt af politikeren Rasmus Claussen (1835-1905) og var tilknyttet partiet Venstre.
Avisen tilhører et af meget få tilbageværende selvstændige lokale bladhuse i Danmark, efter at de fleste andre lokale dagblade enten er lukket eller blevet fusioneret ind i større enheder. Avisen var ejet af grundlæggeren Rasmus Claussens familie indtil 1975, hvor den kom ud i en stor økonomisk krise. Medarbejderne løste krisen ved at købe en aktiepost, hvormed de sammen med de sammen med de lovbestemte medarbejderrepræsentanter fik flertal i bestyrelsen. Tilknytningen til partiet Venstre ophørte i 1980, og bladet betegner sig nu blot som liberalt.
I begyndelsen af det 20. århundrede blev avisen førende på Falster og Østlolland, men den hårde konkurrencesituation gjorde, at fremgangen skete langsomt. Den konservative Vestlollands Avis gik ind i 1960, og Folketidende overtog en af de andre konkurrenter, Venstre-avisen Lollands Tidende, i 1971, mens den sidste, Ny Dag med hovedsæde i Nakskov, lukkede i oktober 1994. Siden da har Lolland-Falsters Folketidende haft monopol på hele Lolland-Falster.
Lolland-Falsters Folketidende har siden 1986 drevet Radio SydhavsØerne, ligesom selskabet også udgiver ugeaviserne Saxkjøbing Avis, Ugeavisen Lolland og Ugeavisen Nykøbing F.
I 1991 tildelte avisen Middelaldercentret sin initiativpris som "belønning for ekstraordinære indsatser og ekstraordinære initiativer, som kan være til gavn for landsdelen Lolland-Falster".
I 2020 fusionerede Folketidende Gruppen de lollandske ugeaviser til kun én med forventet oplag på 30.000 stk.
I januar 2025 etablerede Folketidende Gruppe det elektroniske medie FemernBusiness, der skulle være et digitalt erhvervsmedie fokuseret på Femernregionen både nord og syd for den kommende Femernforbindelse. Mediet afløste Folketidendes tidligere forehavende FemernReport og leverede artikler på både dansk, engelsk og tysk.

## Oplag
Siden 2007 er oplaget faldet:
| År hhv. halvår | Oplag på hverdage | Noter                                                        |
| -------------- | ----------------- | ------------------------------------------------------------ |
| 1. halvår 2007 | 21.061 stk.       |                                                              |
| 2. halvår 2012 | 15.473 stk.       |                                                              |
| 2013           | 15.068 stk.       | https://denstoredanske.lex.dk/Lolland-Falsters_Folketidende  |
| 2. halvår 2019 | 10.963 stk.       | https://danskemedier.dk/branchefakta/medieforbrug/oplagstal/ |

Avisen havde i 2020 et læsertal på 47.000.

## Ledelse og nævneværdige medarbejdere
Lolland-Falsters Folketidendes direktør er Jan Holmboe. Bestyrelsesformanden er Lars Hvidtfeldt. Chefredaktør er Lars Hovgaard. Siden 2009 har Bjarne Arildsen været tillidsrepræsentant for Dansk Journalistforbunds medlemmer.
Tidligere ansatte, som bør nævnes
- Journalist og typograf Julius Rasmussen[6] (1866 – 1889)
- Forfatter og DR-journalist Leif Davidsen (f. 1950),[22] Davidsen var journalistpraktikant hos Lolland-Falsters Folketidende 1973-76.[23]
- Adm. direktør Niels Kristian Bjerre[19] (1981-2011)
- Ansv. chefredaktør Søren Knudsen[19] (-2011)
- Kommerciel direktør Preben Engbæk[19] (-2011)